# NHK山形放送局
38°15′5″N 140°19′55″E / 38.25139°N 140.33194°E
NHK山形放送局（日语：／），又称NHK山形广播电视台，是日本放送協會位於山形縣山形市、負責主管NHK在山形縣地區事務的地方广播电视台（放送局）。